# Западина Метеор

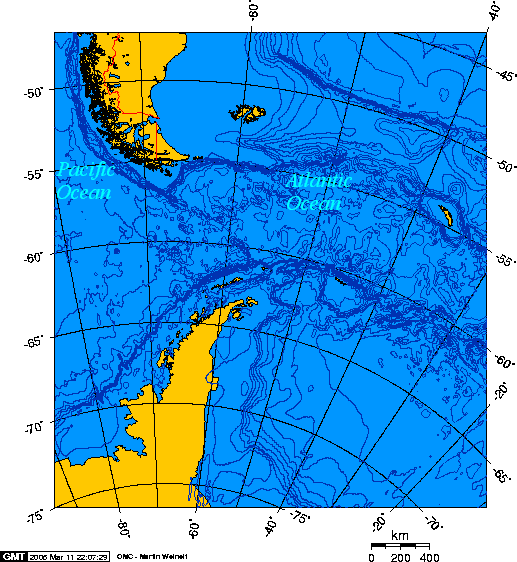
Південно-Сандвичів жолоб

55°13.47′ пд. ш. 26°10.23′ зх. д. / 55.22450° пд. ш. 26.17050° зх. д.
Западина Метеор — глибоководна западина в південно-західній частині Атлантичного океану глибиною 8264 метрів, найглибша точка в регіоні Атлантики і Південно-Сандвичівого жолоба.
Западина Метеор розташована приблизно в 55 ° південної широти і 26 градусів західної довготи.
Западина Метеор названа на честь німецького дослідного судна «Метеор», з якого вона була виявлена у 1920-х роках.